# 成都行政学院站
成都行政学院站位于中华人民共和国四川省成都市龙泉驿区驿都西路与玉晖路交叉口，是成都地铁2号线的地铁车站。

## 车站概要
本站位于驿都西路与玉晖路交叉口，沿驿都西路北侧呈西北、东南向布置，于2012年9月16日开通使用。本站曾是成都地铁2号线一期工程东端终点站，在2号线建设期间，本站曾使用工程名“经干院站”。本站规划有500个汽车泊位。

## 车站结构
本站是一个地面一层和地下一层的岛式站台车站，总面积6396.6平方米。站厅设有东西两个付费区，中间是非付费区，连接站厅与站台的无障碍电梯位于东付费区。
| 地面              | 站厅 | 出入口、自助购票、客服中心、卫生间                                                                |
| 地下一层          | 站台 | \| \| \| 2号线往犀浦（洪河） \| \| 島式 · 開左邊车门 \| \| \| \| \| \| 2号线往龙泉驿（大面铺） \| |
|                   |      | 2号线往犀浦（洪河）                                                                               |
| 島式 · 開左邊车门 |      |                                                                                                   |
|                   |      | 2号线往龙泉驿（大面铺）                                                                           |

## 出入口
本站目前开放2个出入口。
| 编号     | 指示     | 照片 |
| -------- | -------- | ---- |
|          | 驿都西路 |      |
| 出口 · B | 玉晖路   |      |

## 公交换乘
218路, 223路，854路，856路等

## 历史
- 2010年10月20日，主体结构封顶[6]；
- 2012年9月16日，正式启用[1]。
- 2020年8月左右，本站英文名由Chengdu Institute of Public Administration改为Chengdu Academy of Governance。